# Trenesha Biggers
Pour les articles homonymes, voir Biggers.
Trenesha Biggers, née le 25 décembre 1981 à Champaign dans l'Illinois aux États-Unis, est une ancienne mannequin et catcheuse professionnelle. Elle est surtout connue pour ses apparitions à la Total Nonstop Action Wrestling sous le nom de Rhaka Khan; elle a également joué à la WWE sous le nom de Trenesha, participant au WWE Diva Search de 2005.

## Jeunesse
Biggers a joué au volley-ball et au basket-ball au lycée à Jacksonville, dans l'Illinois, puis à l'Illinois Central College pendant la saison 2000-2001. Elle a continué à pratiquer les deux sports après son transfert au College of Southern Idaho pour la saison 2001-2002. En 2002, Biggers a été transférée à l'Université d'État de Floride, où elle a obtenu des lettres de noblesse en volley-ball.

## Carrière

### World Wrestling Entertainment (2005–2006)
Biggers a participé à la WWE Diva Search, mais a été éliminée lors du top 25. La World Wrestling Entertainment a ensuite manifesté son intérêt pour Biggers et lui a signé un contrat de développement. Après avoir signé un contrat de développement avec la WWE, elle a été affectée à la Deep South Wrestling. Biggers s'est entraînée avec Marty Jannetty pendant deux mois avant de rejoindre la Deep South Wrestling. Biggers a fait ses débuts à la DSW en tant que valet des Regulators. Plus tard, elle et Angel Williams ont entamé une rivalité avec Kristal Marshall, Tracy Taylor et Michelle McCool. Le 9 février 2006, Biggers a participé à un concours de bikini ; cependant, il n'y a pas eu de gagnante en raison d'une interruption de Palmer Canon. Biggers et Williams ont ensuite accompagné Canon dans un match contre Tommy Dreamer, qui avait McCool, Taylor et Marshall à ses côtés. Le 4 mai 2006, la WWE a libéré Biggers de son contrat de développement.

### Circuit indépendant (2006–2008)
Après que la WWE ait libéré Biggers de son contrat de développement, elle a commencé à lutter pour la fédération japonaise Pro Wrestling ZERO1-MAX sous le nom de « Panther Claw ». Elle a également travaillé pour la fédération Full Impact Pro de Floride et la fédération Women's Extreme Wrestling de Philadelphie. À la fédération Women's Extreme Wrestling, elle a figuré sous le nom de « Black Barbie »[2], puis simplement sous le nom de « Barbie ».[6]
Pour la Professional Girl Wrestling Association, elle a travaillé sous le nom de Naomi Banks. [citation nécessaire] Pendant une courte période, Biggers a catché sous le nom de « Trenesha » pour des clubs de catch féminin underground comme Slammin' Ladies, Lady Victoria et Sleeperkid's World, augmentant sa base de fans grâce à diverses apparitions dans leurs clips et DVD. [citation nécessaire]

### Total Nonstop Action Wrestling (2008–2009)

#### «The Kongtourage» à la TNA
Le 10 février 2008, Biggers a fait ses débuts à la Total Nonstop Action Wrestling lors du pay-per-view Against All Odds. Elle a distrait Petey Williams lors de son match contre Scott Steiner, contribuant ainsi à la victoire de ce dernier. [5] Dans l'édition suivante d'Impact!, Steiner a présenté Biggers sous le nom de « Rhaka Khan » (surnom en hommage à la chanteuse soul Chaka Khan). Elle a ensuite managé Petey Williams lors de ses matchs. Elle a fait ses débuts sur le ring le 27 mars 2008 lors de l'édition live d'Impact! aux côtés de Steiner et Williams contre The Latin American Xchange (LAX) et Salinas. Son équipe a perdu après qu'Homicide a effectué le tombé sur Williams avec un T-Bone suplex. À Lockdown, elle a participé au tout premier match « Queen of the Cage », remporté par Roxxi Laveaux. À Sacrifice, elle a participé à la toute première « Make Over Battle Royal », remportée par Gail Kim. Le 2 octobre 2008, lors de l'édition d'Impact!, Rhaka Khan est devenue face et a fait équipe avec ODB pour vaincre The Beautiful People. À Bound for Glory IV, elle a fait équipe avec ODB et Rhino pour vaincre The Beautiful People et Cute Kip.
Le 6 novembre, lors de l'édition d'Impact!, Khan a fait un heel et a attaqué sa partenaire par équipe, Taylor Wilde, lors d'un match contre Awesome Kong et Raisha Saeed. Après le match, la maléfique Khan s'est officiellement alliée à Kong et Saeed. Les trois lutteuses furent rejointes par Sojourner Bolt pour former la faction Kongtourage, qui commença à rivaliser avec ODB, Christy Hemme, Taylor Wilde et Roxxi. Le 26 février 2009, lors de l'émission Impact!, Khan et Bolt devinrent les chouchous du public et battirent leurs anciennes camarades de faction lors d'un match par équipe. En avril 2009, Rhaka Khan et Roxxi furent toutes deux suspendues pour 60 jours (légitimement) après une violente altercation en coulisses, suite à une dispute entre Roxxi et Khan, accusée d'avoir travaillé trop dur.[7] Elle reprit sa carrière de catcheuse le 19 juin 2009, perdant contre Jacqueline lors d'un house show à Grand Rapids, dans le Michigan. Elle apparut ensuite lors d'un autre house show de la TNA à Johnson City, dans le Tennessee, le 17 juillet 2009, où elle perdit contre Daffney après avoir reçu une Northern Lights Suplex ratée qui la projeta tête la première sur le tapis.[8] Le match fut rapidement terminé et Khan fut aidée à quitter le ring. Le 1er octobre 2009, Biggers a été libérée de son contrat avec la TNA et son profil et ses photos ont été retirés de la section « Knockouts » du site web de la TNA.[9]

### Lucha Libre USA (2010-2011)
Après avoir quitté la TNA, Biggers a participé à la première saison de Lucha Libre USA, diffusée mi-2010, sous le nom de Tigresa Caliente. Tigresa a participé à quelques matchs et segments en coulisses, notamment lors d'une rivalité avec Mini Park. Elle s'est ensuite alliée à Chi Chi. Elle est revenue lors de la deuxième saison, non pas avec Chi Chi, mais avec l'ex-femme de Mini Park. C'est durant cette saison que Tigresa a tenté d'assassiner deux minis, Mascarita Dorada et Octagoncito.[10] Dans le premier épisode de la deuxième saison, Trenesha était manager de son ex-femme. Dans le deuxième épisode, elle l'a rejoint, mais a perdu. Dans l'épisode du 19 novembre 2011 de Lucha Libre USA, Caliente a fait équipe avec Chrissy Cialis et Jacqueline Moore dans une défaite contre l'équipe de Nikki Corleone, Rebecca Reyes et ODB

## Vie privée
Biggers a déjà entretenu une relation avec son collègue lutteur professionnel Kurt Angle. 
Le 15 août 2009, Biggers a obtenu une ordonnance de protection contre les abus (PFA) contre Angle et a été expulsé de son domicile par la police. Cette ordonnance a ensuite été retirée volontairement par Biggers. 
Le 24 août 2019, il a été signalé que Biggers avait été placée sur la liste des fugitifs les plus recherchés d'El Paso pour la semaine du 25 août, accusée d'entrave à la garde d'enfants. Peu après la publication de l'information à la police, un enregistrement a été diffusé en ligne. On y voit son ex-mari, ancien lutteur indépendant, avouer avoir fait plusieurs fausses déclarations à la police et aux services de protection de l'enfance. Elle affirme qu'il est actuellement en liberté surveillée pour avoir battu Biggers jusqu'à ce qu'elle perde connaissance.
Le 26 juillet 2025, Biggers a été arrêtée à New York pour intrusion. À 11 h 30, elle a été emmenée hors de son ancien appartement du centre-ville. Les locataires ont signalé qu'elle était restée sur les lieux, en violation d'un ordre d'expulsion qui lui avait été notifié précédemment.

## Palmarès
- Pro Wrestling Illustrated
  - Classée 46e au classement des 50 meilleures catcheuses en 2008[2]